# Gränby, Börje socken
Gränby, även Börje-Gränby, är en by i östra delen av Börje socken i Uppsala kommun, Uppland. Byn består av enfamiljshus samt bondgårdar och är belägen cirka 6 kilometer väster om Uppsala och har landsvägsförbindelse via länsväg C 628.
Byn, som omtalas första gången 1409 ('i Granby') var 1542 en gård tillhörig kyrkan, och senare en frälsegård (1461–95 tillhörig medeltidsätten Björnram, 1562 tillhörig Lars Ivarsson Fleming, 1568 Per Kristersson [Siöblad]). Brita De la Gardie (1581–1645) avsatte i sitt testamente frälsegården, Gränby gård i Börje socken, som underhåll till ett av familjen uppbyggt hospital vid Björklinge kyrka.